# Piyama-Radu

Essai de reconstitution des régions de l'empire hittite. Le territoire historique de l'Arzawa est situé dans l'Anatolie occidentale. Il est alors divisé entre l'Empire Hittite et des États-clients plus ou moins fidèles (dont Wilusa)

Piyama-Radu (aussi orthographié Piyama-Radu, Piyama Radu, Piyamaradus et Piyamaraduš) est un guerrier et homme politique anatolien du XIIIe siècle av. J.-C., peut-être héritier du royaume de l'Arzawa. Il est plus particulièrement notable pour sa participation à des événements historiques assez proches de la Guerre de Troie telle que relatée dans l'Iliade d'Homère.
Piyama-Radu a pu être identifié à la suite de la redécouverte et au déchiffrement des archives diplomatiques et administratives de l'Empire Hittite à Hattusa. Un passage fragmentaire d'une correspondance du roi du Bakırçay, Manapa-Tarhunda (en), à Muwatalli II, retrace ainsi ses offensives militaires contre Wilusa et son roi Alaksandu. 
Piyama-Radu est probablement un membre de la famille royale de l'Arzawa. Il pourrait être le fils ou le petit-fils de l'un des derniers rois du pays, Uhha-Ziti, avant son annexion définitive par les Hittites sous Mursili II. Bien qu'hypothétique, cette origine justifierait la guerre continuelle menée par Piyama-Radu contre les Hittites et leurs alliés sur une durée de 35 ans. Vers 1280 av. J.-C. son armée pille Lesbos et se saisit du territoire de Wilusa, entraînant l'intervention des armées hittites sous le commandement de Gassu,. Ces actions ne correspondraient pas aux raids arbitraires d'un aventurier mais à un effort constant de déstabilisation et de reconquête d'un territoire.
Piyama-Radu bénéficie d'appuis solides dans le monde égéen. Pour Bryce, « Piyama-Radu pourrait bien avoir été l'un des principaux agents du roi des Ahhiyawa afin d'étendre la sphère d'influence de cette puissance en Anatolie ». Une lettre d'Hattushili III au roi des Ahhiyawa lui reproche ainsi d'avoir protégé et abrité ce rebelle : « Selon cette rumeur, quand il quitte sa femme, ses enfants et sa maison dans le pays de mon frère, votre pays lui accorde sa protection ! Mais il cause des dommages constants dans mon pays ! Et chaque fois que je m'oppose à lui, il revient dans votre pays ! »
Le nom Piyama-Radu a été parfois rapproché du Priam homérique, bien que les données historiques ne correspondent pas au personnage de l'Iliade : il n'a ainsi jamais régné sur l'équivalent historique le plus probable de Troie, Wilusa, mais lui a fait une guerre continuelle avec le soutien des Achéens (Ahhiyawa).